# Basankwitz
Basankwitz (hornolužickosrbsky  Bozankecy) je místní část velkého okresního města Budyšín v Horní Lužici v německé spolkové zemi Sasko. Nachází se v zemském okrese Budyšín a má 33 obyvatel.

## Geografie
Basankwitz leží severovýchodně od centra města Budyšín. Protéká jím potok Albrechtsbach a prochází jím dálnice A4.

## Historie
První písemná zmínka pochází z roku 1365, kdy je ves uváděna jako Bosenkewicz. Název pochází z lužickosrbského slova bozanka, jež označuje bez. Roku 1936 se Basankwitz připojilo k obci Niederkaina, spolu s kterou se roku 1994 stalo součástí města Budyšín.

## Obyvatelstvo
Vesnice náleží k lužickosrbské oblasti osídlení.

## Osobnosti
- Handrij Dučman (1836–1909), lužickosrbský kněz a spisovatel